# Rafael (football, 1983)
Pour les articles homonymes, voir Rafael.
Rafael Marques Mariano, plus communément appelé Rafael, est un footballeur brésilien né le 27 mai 1983 jouant au poste d'attaquant.

## Palmarès
- Coupe du Brésil en 2015